# تبة باشي نماز
تبة باشي نماز هي قرية في مقاطعة شوط‌، إيران. يقدر عدد سكانها بـ 45 نسمة بحسب إحصاء 2016.